# Florent De Boey
Florent (Flor) Frans Elisabeth De Boey, né le 17 mai 1885 à Anvers et y décédé le 30 octobre 1954 fut un homme politique belge socialiste.
De Boey fut boulanger-pâtissier jusque 1925, ensuite employé et représentant.
Il fut élu conseiller communal (1927-54), échevin (1933-44) et bourgmestre (1944-54) de Deurne; conseiller provincial de la province d'Anvers (1936-49) et sénateur suppléant (1949-1954) de l'arrondissement d'Anvers, effectif en remplacement de H. Vos (décédé) le 20 mai 1952.
Il fut créé chevalier de l'ordre de la Couronne.

## Généalogie
- Il est fils de Wilminus (1851-) et Elisabeth Trouwen (1850-).